# 市立吹田足球场
市立吹田足球场（日语： Shiritsu Suita Sakkā Sutajiamu，日文略称“吹田S”），是一座位于日本大阪府吹田市的专业足球场，因冠名原因又稱為Panasonic吹田球場（日语： Panasonikku Sutajiamu Suita）。

## 历史
于2015年9月22日建成，可容纳观众39,694人。市立吹田足球场自2016年起成为J聯賽球會大阪钢巴的主场（球會前主场为萬博紀念競技場）。场地的总面积约为66,355m2，建筑面积约24,712m2，占地90,065m2，高40.33m（6层）。